# Романов (Теофипольский район)
Романов (укр. Романів) — село в Теофипольском районе Хмельницкой области Украины.
Население по переписи 2001 года составляло 193 человека. Почтовый индекс — 30622. Телефонный код — 3844. Занимает площадь 0,422 км². Код КОАТУУ — 6824786005.

## Местный совет
30620, Хмельницкая обл., Теофипольский р-н, с. Поляхово, ул. Бойцуна, 33